# 落下閎 (小惑星)
落下閎 (16757 Luoxiahong) は小惑星帯に位置する小惑星。北京天文台CCD小惑星観測プログラムで発見された。
『太初暦』を編暦した前漢の天文学者の落下閎から命名された。